# Landschaftsschutzgebiet Berlarer Bach/Nierbach
Das Landschaftsschutzgebiet Berlarer Bach/Nierbach mit 21,39 ha liegt südlich von Velmede im Gemeindegebiet von Bestwig und im Hochsauerlandkreis. Das Gebiet wurde 2008 mit dem Landschaftsplan Bestwig durch den Kreistag des Hochsauerlandkreises als Landschaftsschutzgebiet (LSG) ausgewiesen. Das LSG ist eines von 17 Landschaftsschutzgebieten in der Gemeinde Bestwig. In der Gemeinde gibt es ein Landschaftsschutzgebiet vom Typ A, zehn Landschaftsschutzgebiete vom Typ B und sechs Landschaftsschutzgebiete vom Typ C. Das Landschaftsschutzgebiet Berlarer Bach/Nierbach wurde als LSG vom Typ C, Wiesentäler und bedeutsames Extensivgrünland im Gemeindegebiet von Bestwig, ausgewiesen.
Im LSG befinden sich Flussbereiche von Berlarer Bach und Nierbach mit Flussaue. Das LSG besteht aus vier Teilflächen. Eine Teilfläche beginnt am südlichen Dorfrand von Berlar. Am nördlichen Dorfrand beginnt eine weitere Teilfläche. Die dritte Teilfläche mit Berlarer Bach liegt etwas weiter nördlich und geht bis zu einem Bauernhof bei Halbeswig. Die vierte Teilfläche liegt nordwestlich bzw. westlich von Nierbachtal am Nierbach.

## Schutzvorschriften
Wie in den anderen Landschaftsschutzgebieten vom Typ C im Landschaftsplangebiet Bestwig besteht in diesem LSG ein Umwandlungsverbot von Grünland und Grünlandbrachen in Acker oder andere Nutzungsformen. Eine Erstaufforstung und eine Anlage von Weihnachtsbaumkulturen ist verboten. Eine maximal zweijährige Ackernutzung innerhalb von zwölf Jahren ist erlaubt, falls damit die Erneuerung der Grasnarbe vorbereitet wird. Dies gilt als erweiterter Pflegeumbruch. Beim erweiterten Pflegeumbruch muss ein Mindestabstand von fünf Metern vom Mittelwasserbett eingehalten werden.

## Schutzzweck
Die Ausweisung erfolgte zur Ergänzung der Naturschutzgebiets-Ausweisung in den Talauen von Bestwig um ein Offenlandbiotop-Verbundsystem zu schaffen, damit Tiere und Pflanzen Wanderungs- und Ausbreitungsmöglichkeiten behalten, und dem Erhalt der Vorkommen geschützter Vogelarten sowie dem Schutz artenreicher Pflanzengesellschaften.
Laut Landschaftsplan stellen die unverbauten Bäche wie die Nierbach und Berlarer Bach herausragende Refugial- und Vernetzungsbiotope dar. Der Grünlanderhalt im LSG dient auch dem Grundwasser und Fließgewässerschutz, ferner dem Biotop- und Artenschutz.